# Killer Be Killed
Killer Be Killed est un supergroupe de metal américano-brésilien. Il est formé en 2011 par le chanteur de The Dillinger Escape Plan, Greg Puciato, et par le leader de Soulfly et ex-Sepultura, Max Cavalera. Ils sont ensuite rejoints par Troy Sander, bassiste de Mastodon, et Dave Elitch, batteur de The Mars Volta. Ils signent avec Nuclear Blast en octobre 2013 et publient un premier album homonyme le 13 mai 2014.

## Biographie
Les premières informations autour du groupe remontent à février 2011 lorsque le magazine Metal Hammer fait état d'un projet avec Greg Puciato (The Dillinger Escape Plan) et Max Cavalera (Soulfly, Cavalera Conspiracy et ex-Sepultura) dans la lignée de Nailbomb, formation de ce dernier au milieu des années 1990 qu'il partageait aux côtés d'Alex Newport. Dave Elitch (The Mars Volta) et Troy Sanders (Mastodon) sont ensuite annoncés comme faisant partie du projet. Bien qu'encore sans nom, ils commencent à enregistrer au Studio Fortress de Los Angeles en septembre 2013 avec le producteur Josh Wilbur (Lamb of God, Gojira, Hatebreed).
Un mois plus tard, ils révèlent le nom du groupe, Killer Be Killed, et annoncent que leur premier album serait publié sur le label Nuclear Blast. En mars 2014, ils confirment la sortie de celui-ci pour le 13 mai 2014 et celui-ci sera simplement homonyme au groupe. Les deux premières chansons de celui-ci, Wings of Feather and Wax et Face Down, sont d'ailleurs proposées sur YouTube quelques jours plus tard.
En 2015, le départ d'Elitch est annoncé à la suite d'un conflit entre lui et les membres et managers (Ryan J. Downey, Nick Jon, Gloria Cavalera). Le batteur de Converge, Ben Koller, le remplace pour l'apparition du groupe au Soundwave Festival puis devient membre officiel.
Le 20 novembre 2020 paraît le second album de Killer Be Killed, intitulé "Reluctant Hero", sur le label Nuclear Blast.

## Membres

### Membres actuels
- Greg Puciato – chant, guitare (depuis 2011)
- Max Cavalera – chant, guitare (depuis 2011)
- Troy Sanders – chant, basse (depuis 2012)
- Ben Koller – batterie, percussions (depuis 2015)

### Anciens membres
- Dave Elitch – batterie, percussions (2012–2015)

### Musiciens additionnels
- Juan Montoya – guitare (depuis 2015)

## Discographie
- 2014 : Killer Be Killed (Nuclear Blast)

1. Wings of Feather and Wax (3:40)
2. Face Down (4:35)
3. Melting of My Narrow (4:38)
4. Snakes of Jehova (4:02)
5. Curb Crusher (3:31)
6. Save the Robots (4:11)
7. Fire to Your Flag (2:31)
8. I.E.D. (4:35)
9. Dust Into Darkness (3:57)
10. Twelve Labors (4:29)
11. Forbidden Fire (5:38)

- 2020 : Reluctant Hero (Nuclear Blast)

1. Deconstructing Self-Destruction (04:33)
2. Dream Gone Bad (04:15)
3. Left of Center (03:29)
4. Inner Calm from Outer Storms (03:52)
5. Filthy Vagabond (03:47)
6. From a Crowded Wound (07:11)
7. The Great Purge (04:12)
8. Comfort from Nothing (04:18)
9. Animus (01:07)
10. Dead Limbs (04:48)
11. Reluctant Hero (06:04)